# Acraea guillemei
Acraea guillemei är en fjärilsart som beskrevs av Charles Oberthür 1893. Acraea guillemei ingår i släktet Acraea och familjen praktfjärilar. Inga underarter finns listade i Catalogue of Life.